# Kaveripattinam
Kaveripattinam es una ciudad y nagar Panchayat situada en el distrito de Krishnagiri en el estado de Tamil Nadu (India). Su población es de 15006 habitantes (2011). Se encuentra a 12 km de Krishnagiri y a 93 km de Salem.

## Demografía
Según el censo de 2011 la población de Kaveripattinam era de 15006 habitantes, de los cuales 7402 eran hombres y 7604 eran mujeres. Kaveripattinam tiene una tasa media de alfabetización del 88,60%, superior a la media estatal del 80,09%: la alfabetización masculina es del 93,81%, y la alfabetización femenina del 83,56%.